# Cameron Heyward
Cameron Phillips Heyward (* 6. Mai 1989 in Pittsburgh, Pennsylvania) ist ein US-amerikanischer American-Football-Spieler. Er spielt bei den Pittsburgh Steelers in der National Football League (NFL) auf der Position des Defensive End.

## College
Heyward, dessen Vater Craig „Ironhead“ Heyward bereits elf Saisons lang als Fullback in der NFL tätig war, besuchte die Ohio State University und spielte für deren Team, die Buckeyes, von 2007 bis 2010 äußerst erfolgreich College Football – er konnte mit seinem Team dreimal die Big Ten Conference gewinnen –, wobei er nicht nur 163 Tackles setzen konnte, sondern ihm gelangen auch 15 Sacks und ein Touchdown.

## NFL
Beim NFL Draft 2011 wurde Heyward in der ersten Runde als insgesamt 31. von den Pittsburgh Steelers ausgewählt und erhielt einen Vierjahresvertrag in der Höhe von 6,7 Millionen sowie ein Handgeld von 3,37 Millionen US-Dollar.
In den ersten beiden Spielzeiten kam er in jeder Partie als Backup zum Einsatz. Das erste Mal als Starter aufgeboten wurde er 2013. Seither mauserte sich Heyward zu einer verlässlichen Stütze der Steelers-Abwehr. 2015 erhielt er so auch einen neuen Sechsjahresvertrag über 59,25 Millionen Dollar, 15 davon garantiert.
2016 war für ihn verletzungsbedingt die Saison bereits nach sieben Spielen zu Ende. 2017 wurde Heyward aufgrund seiner konstant guten Leistungen erstmals in den Pro Bowl gewählt.